# 第11回ベルリン国際映画祭
第11回ベルリン国際映画祭は1961年6月23日から7月4日まで開催された。

## 概要
1961年のベルリン国際映画祭は、ジャン＝リュック・ゴダール、ベルンハルト・ヴィッキ、ミケランジェロ・アントニオーニ、黒澤明などの作品がコンペティションに選出され、強力なラインナップとなった。その中から金熊賞に選ばれたのはアントニオーニの『夜』であった。

## 受賞
- 金熊賞：『夜』（ミケランジェロ・アントニオーニ）
- 銀熊賞
  - 審査員特別賞：『女は女である』（ジャン＝リュック・ゴダール）、『Makkers staakt uw wild geraas』 （フォンス・ラデメーカーズ）、『Mabu』 （カン・デジン）
  - 監督賞：ベルンハルト・ヴィッキ （『Das Wunder des Malachias』）
  - 男優賞：ピーター・フィンチ （『No Love for Johnnie』）
  - 女優賞：アンナ・カリーナ （『女は女である』）

## 上映作品

### コンペティション部門
長編映画のみ記載。アルファベット順。邦題がついていない場合は原題の下に英題。
| 題名 原題                                               | 監督                                                                | 製作国                  |
| ------------------------------------------------------- | ------------------------------------------------------------------- | ----------------------- |
| A Morte Comanda o Cangaço (The End of the Cancageiros)  | ヴァウテル・ギマランエス・モッタ                                    | ブラジル                |
| Almurahikat                                             | アーメド・ディアエディン                                            | エジプト                |
| Amélie ou le temps d'aimer (Amelie or The Time to Love) | ミシェル・ドラック                                                  | フランス                |
| Antigoni                                                | Yorgos Javellas                                                     | ギリシャ                |
| Anuradha (Love of Anuradha)                             | リシケーシュ・ムカルジー                                            | インド                  |
| マラキアスの奇蹟 Das Wunder des Malachias               | ベルンハルト・ヴィッキ                                              | 西ドイツ                |
| ミシシッピー氏の結婚 Die Ehe des Herrn Mississippi      | クルト・ホフマン                                                    | スイス 西ドイツ         |
| I faresonen (Zone of Danger)                            | Bjørn Breigutu                                                      | ノルウェー              |
| Kirik çanaklar (The Broken Pots)                        | メムドゥー・ユン                                                    | トルコ                  |
| 五日間の恋人 L’Amant de cinq jours                      | フィリップ・ド・ブロカ                                              | フランス イタリア       |
| L'Assassino (The Assassin)                              | エリオ・ペトリ                                                      | イタリア フランス       |
| 夜 La notte                                             | ミケランジェロ・アントニオーニ                                      | イタリア                |
| La Patota                                               | ダニエル・ティナイレ                                                | アルゼンチン            |
| Los Jóvenes (Young People)                              | ルイス・アルコリサ                                                  | メキシコ                |
| Mabu                                                    | カン・デジン                                                        | 韓国                    |
| Makkers Staakt uw Wild Geraas (That Joyous Eve)         | フォンス・ラデメーカーズ                                            | オランダ                |
| No Love for Johnnie                                     | ラルフ・トーマス                                                    | イギリス                |
| 黒いシルク Prae dum                                     | Tom Wisawachart ラット・ペスタニー ラッタナワディー・ラッタナーパン | タイ                    |
| Question 7                                              | スチュアート・ローゼンバーグ                                        | アメリカ合衆国 西ドイツ |
| びっくり大将 Romanoff and Juliet                        | ピーター・ユスティノフ                                              | アメリカ合衆国          |
| 結婚泥棒 The Pleasure of His Company                    | ジョージ・シートン                                                  | アメリカ合衆国          |
| Traumland der Sehnsucht (Dreamland of Desire)           | ヴォルフガング・ミュラー＝ゼーン                                    | ギリシャ 西ドイツ       |
| Tulipunainen kyyhkynen (The Scarlet Dove)               | マッティ・カッシラ                                                  | フィンランド            |
| Two Loves                                               | チャールズ・ウォルターズ                                            | アメリカ合衆国          |
| 女は女である Une femme est une femme                    | ジャン＝リュック・ゴダール                                          | フランス                |
| 悪い奴ほどよく眠る                                      | 黒澤明                                                              | 日本                    |
| 一萬四千個證人 (14000 Witnesses)                        | 王豪                                                                | 台湾 イギリス領香港     |

1. ↑  タイ初のシネマスコープ作品

## 審査員
- ジェームズ・クイン （イギリス/プロデューサー）
- フランス・ロシュ （France Roche、フランス/映画・演劇批評家）
- サタジット・レイ （インド/監督）
- ニコラス・レイ （アメリカ/監督）
- ファルク・ハルナック （西ドイツ/監督）
- ヒアン・ルイヒ・ロンディ（イタリア/脚本家）
- マルク・テュルフクリュエ （Marc Turfkruyer、ベルギー/）
- ハンス・シャールヴェヒター （Hans Schaarwächter、西ドイツ/）
- Hirosugu Ozaki （日本/）